# 230 Athamantis
Athamantis /æθəˈmæntɪs/ (định danh hành tinh vi hình: 230 Athamantis) là một tiểu hành tinh khá lớn ở vành đai chính. Ngày 3 tháng 9 năm 1882, nhà thiên văn học người Áo gốc Đức Leo de Ball phát hiện tiểu hành tinh Athamantis khi ông thực hiện quan sát ở Bothkamp và đặt tên nó theo tên của Athamantis, con gái của Athamas vua của vùng Orchomenus trong thần thoại Hy Lạp. Đây là tiểu hành tinh duy nhất do Leo de Ball phát hiện.
Tiểu hành tinh Athamantis có quang phổ của tiểu hành tinh kiểu S. Trong suốt năm 1991, người ta đã quan sát thấy tiểu hành tinh này che khuất một ngôi sao.

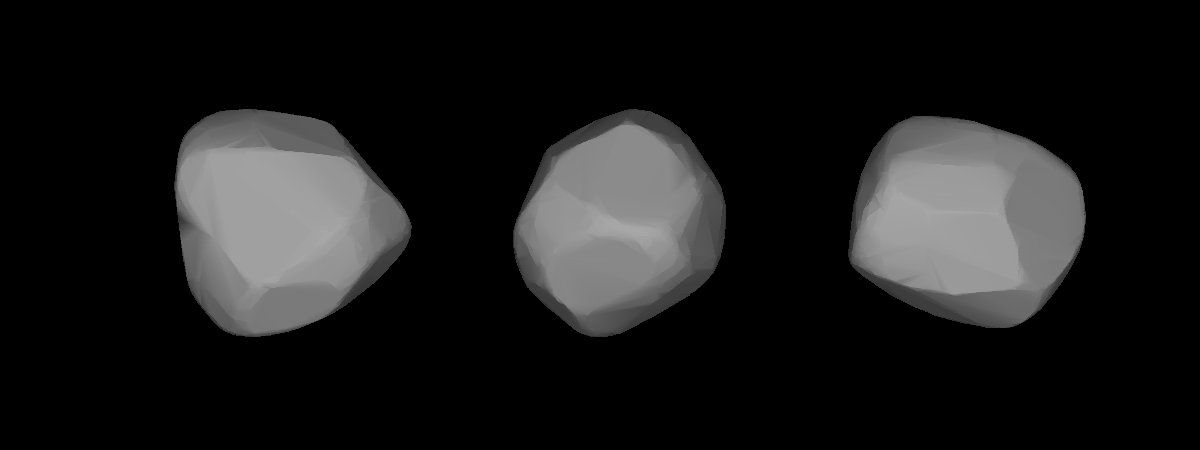
Mô hình ba chiều của 230 Athamantis dựa trên đường cong ánh sáng của nó